# HNLMS O 16
| HNLMS O 16                                                  | HNLMS O 16                                                                                                 | HNLMS O 16                                                                                                 |
| ----------------------------------------------------------- | --- | --- |
| Hr. Ms. O 16                                                | | |
|                                                             | | |
| Нідерландський підводний човен HNLMS O 16. 1938             | | |
| Верф                                                        | Koninklijke Maatschappij De Schelde, Вліссінген                                                            | Koninklijke Maatschappij De Schelde, Вліссінген                                                            |
| Під прапором                                                | Нідерланди                                                                                                 | Нідерланди                                                                                                 |
| Належність                                                  | Військово-морські сили Нідерландів                                                                         | Військово-морські сили Нідерландів                                                                         |
| Порт приписки                                               | Ден-Гелдер Сурабая Сінгапур                                                                                | Ден-Гелдер Сурабая Сінгапур                                                                                |
| Закладений                                                  | 28 грудня 1933                                                                                             | 28 грудня 1933                                                                                             |
| Спуск на воду                                               | 27 січня 1936                                                                                              | 27 січня 1936                                                                                              |
| Введений до складу флоту                                    | 26 жовтня 1936                                                                                             | 26 жовтня 1936                                                                                             |
| На службі                                                   | 1936—1941                                                                                                  | 1936—1941                                                                                                  |
| Загибель                                                    | у грудні 1941 року затонув унаслідок підриву на міні                                                       | у грудні 1941 року затонув унаслідок підриву на міні                                                       |
| Бойовий досвід                                              | Друга світова війна                                                                                        | Друга світова війна                                                                                        |
| Проєкт                                                      | | |
| Тип ПЧ                                                      | середній підводний човен                                                                                   | середній підводний човен                                                                                   |
| Основні характеристики                                      | | |
| Швидкість (надводна)                                        | 18 вузлів (33 км/год)                                                                                      | 18 вузлів (33 км/год)                                                                                      |
| Швидкість (підводна)                                        | 9 вузлів (17 км/год)                                                                                       | 9 вузлів (17 км/год)                                                                                       |
| Гранична глибина занурення                                  | 80 м | 80 м |
| Дальність плавання                                          | 10000 миль (18600 км) на швидкості 12 вузлів (надводна) 26 миль (48 км) на швидкості 8,5 вузлів (підводна) | 10000 миль (18600 км) на швидкості 12 вузлів (надводна) 26 миль (48 км) на швидкості 8,5 вузлів (підводна) |
| Екіпаж                                                      | 41 офіцер та матрос                                                                                        | 41 офіцер та матрос                                                                                        |
| Розміри                                                     | | |
| Довжина найбільша (по КВЛ)                                  | 76,53 м | 76,53 м |
| Ширина корпусу найб.                                        | 6,55 м | 6,55 м |
| Середня осадка (по КВЛ)                                     | 3,97 м | 3,97 м |
| Водотоннажність надводна                                    | 984 т | 984 т |
| Водотоннажність підводна                                    | 1194 т | 1194 т |
| Силова установка                                            | | |
| Дизель-електрична: 2 × дизельних двигуни 2 × електродвигуни | | |
| Гвинти                                                      | 2 | 2 |
| Потужність                                                  | 2 × 1600 к.с. (дизелі) 2 × 460 к. с. (електродвигуни)                                                      | 2 × 1600 к.с. (дизелі) 2 × 460 к. с. (електродвигуни)                                                      |
| Озброєння                                                   | | |
| Артилерія                                                   | 1 × 80-мм гармата Model 1929                                                                               | 1 × 80-мм гармата Model 1929                                                                               |
| Торпедно- мінне озброєння                                   | 8 × 533-мм торпедних апаратів 13 торпед                                                                    | 8 × 533-мм торпедних апаратів 13 торпед                                                                    |
| ППО                                                         | 2 × 40-мм корабельні гармати QF 2 pounder Mark II                                                          | 2 × 40-мм корабельні гармати QF 2 pounder Mark II                                                          |

HNLMS O 16 (нід. Hr. Ms. O 16) — військовий корабель, підводний човен типу O 16 Королівського флоту Нідерландів за часів Другої світової війни. «Аретуз» був закладений 28 грудня 1933 року на верфі компанії Koninklijke Maatschappij De Schelde у Вліссінгені. 27 січня 1936 року він був спущений на воду, а 26 жовтня 1936 року увійшов до складу Королівських ВМС Нідерландів.

## Історія служби
На момент введення в експлуатацію O 16 був найбільшим підводним човном у нідерландському Королівському флоті. З 11 січня по 16 квітня 1937 року човен здійснив перший ознайомчий похід. 5 лютого 1937 року O 16 прибув до порту Гамільтон, Бермудські Острови, 13–14 лютого він перебував з візитом у Норфолку та з 15 до 24 лютого в американській столиці, місті Вашингтон. Під час перебування у Вашингтоні командир ван Ванінг і один із гостей на борту підводного човна, Ф. А. Венінг Майнес, отримали аудієнцію в американського президента Франкліна Д. Рузвельта. Після Вашингтона O 16 продовжив свою подорож до Понта-Делгади (7–8 березня) та Лісабона (12 березня).
1 квітня O 16 вирушив додому в Нідерланди, щоб завершити свій похід, 16 квітня прибувши в голландський порт Ден-Гелдер.
У 1939 році O 16 був відправлений до Голландської Ост-Індії через Суецький канал і увійшов до складу тамтешньої дивізії підводних човнів. Це зробило його першим підводним човном серії O, який прибув у голландську Ост-Індію; зазвичай тільки підводні човни серії К відправлялися для проходження служби в колонію. Під час своєї подорожі до колонії підводний човен зупинявся у кількох портах, таких як Лісабон, Порт-Саїд і Аден. 5 червня 1939 року O 16 нарешті досяг пункту призначення, військово-морської бази Танджунг Пріок.
Незабаром після капітуляції Нідерландів у 1940 році ситуація в Південно-Східній Азії також різко загострілася. Очікувалася японська атака, а також ходили чутки про німецькі рейдери, які курсували поблизу Голландської Ост-Індії. З цією метою O 16 серед інших кораблів був відправлений на патрулювання навколо колоніальних вод, щоб перехопити ці рейдери. У вересні 1940 року O 16 і K XVIII були відправлені з Танджунг Пріока стежити за пароплавом Lematang і танкером Olivia під час їхньої подорожі з Дурбана до Лоренсо Маркеса з наміром потопити будь-який можливий німецький рейдер.
Окрім цих місій, O 16 здебільшого стояв у порту Сорабаджа, тоді як командування ВМС США, Королівських флотів Австралії та Великої Британії обговорювали з голландським керівництвом перспективи формування можливого союзу проти Японії (зокрема, вирішити, хто чим командує, які кораблі входитимуть до об'єднаного угруповання сил). Лише в листопаді голландський уряд у вигнанні, що перебував у Лондоні, вирішив, що I дивізіон підводних човнів, до якого належав O 16, перейде під британське командування.
Після переходу O 16 під британське командування, човен виходив у численні патрульні місії. Це почалося в листопаді 1941 року, коли його відправили на патрулювання в Південнокитайське море. Тому, його основним портом базування став Сінгапур. 6 грудня 1941 року O 16 був відправлений для патрулювання Сіамської затоки. Під час цього патрулювання O 16 помітив два японських міноносці, однак, оскільки війни з Японією на той час ще не було, торпеди не запускали.
Ця ситуація змінилася через день, 7 грудня, коли Японія напала на Перл-Гарбор. Це призвело до початку війни з японцями, й голландський уряд ухвалив рішення передати ще два дивізіони підводних човнів під британське командування, загалом три з чотирьох голландських дивізіонів підводних човнів. У ніч з 8 на 9 грудня O 16 помітив два японських міноносці, але їх не переслідував.
9 грудня, о 21:00, командир O 16 отримав повідомлення від британського командування про вихід до узбережжя Сіаму разом з іншими підводними човнами дивізіонів I і II (O 16, K XVIII, K XI, K XIII, K XII). Причиною цього було те, що поблизу узбережжя було помічено велику кількість транспортів японських військ. Наступного дня, 11 грудня о 6 годині ранку, підводним човнам було наказано взяти курс на східне узбережжя Малайського півострова, між Кота-Бару і Сінгора. Там були помічені японські військові кораблі й підводні човни мали їх потопити. Однак раніше тієї ночі O 16 помітив японський військовий корабель і запустив три торпеди, але через погану погоду екіпаж не зміг підтвердити, чи вони влучили в корабель і потопили його. 12 грудня O 16 знову помітив японський десантний корабель, який прямував до Патані. Антон Буссемакер, командир O 16, віддав наказ слідувати за кораблем.
Врешті-решт близько 21:30 військовий корабель пришвартувався в затоці Соенгей Патані, де було помічено більше японських військових кораблів. Глибина затоки була лише 11 метрів, тому O 16 довелося залишатися на поверхні, поки човен наближався до пришвартованих військових кораблів, використовуючи електродвигуни, щоб створювати якомога менше шуму. Чотири торпеди були запущені в чотири різні десантні кораблі. Після того, як чотири торпеди влучили в ціль і вибухнули, було запущено ще дві торпеди, в результаті чого три японських десантні кораблі частково затонули на мілководді затоки, а один був лише незначно пошкоджений.
15 грудня 1941 року при поверненні на базу в Сінгапурі O 16 натрапив на японську морську міну біля острова Тіоман. Лише одна людина з екіпажу з 42 осіб вижила. Той, хто вижив, зумів доплисти до острова Даянг і зрештою зв'язався з Королівським флотом Нідерландів, який доставив його до Сінгапуру.
Уламки O 16 не були знайдені до 1995 року, коли шведський дайвер на ім'я Стен Сьостранд натрапив на уламки.

### Судна та кораблі, затоплені O 16
- 11 грудня 1941 — японський десантний корабель Аятосан-Мару (9 788 т) — пошкоджено
- 11 грудня 1941 — японський десантний корабель Сакура-Мару (7 170 т) — пошкоджено

- 12 грудня 1941 — японський десантний корабель Асосан-Мару (8 812 т) — потоплено
- 12 грудня 1941 — японський десантний корабель Тосан-Мару (8 666 т) — потоплено
- 12 грудня 1941 — японський десантний корабель Кінка-Мару (9 396 т) — потоплено